# Liberia na Letnich Igrzyskach Olimpijskich 2012
Liberię na Letnich Igrzyskach Olimpijskich 2012, które odbywały się w Londynie, reprezentowało 4 zawodników.
Był to 12 start reprezentacji Liberii na letnich igrzyskach olimpijskich.

## Reprezentanci

### Judo
Mężczyźni
| Zawodnik    | Konkurencja | 1/16                         | 1/8              | Ćwierćfinał      | Półfinał         | Repasaż 1        | Repasaż 2        | Finał            | Finał   |
| Zawodnik    | Konkurencja | Przeciwnik Wynik             | Przeciwnik Wynik | Przeciwnik Wynik | Przeciwnik Wynik | Przeciwnik Wynik | Przeciwnik Wynik | Przeciwnik Wynik | Pozycja |
| ----------- | ----------- | ---------------------------- | ---------------- | ---------------- | ---------------- | ---------------- | ---------------- | ---------------- | ------- |
| Liva Saryee | -81 kg      | Safouane Attaf P 0000 - 1000 | NQ               | NQ               | NQ               | NQ               | NQ               | NQ               | NQ      |

### Lekkoatletyka
Kobiety
| Phobay Kutu-Akoi | Bieg na 100 m              | BYE | BYE | 11.52 | 42. | NQ | NQ | NQ | NQ | NQ | NQ |
| Raasin McIntosh  | Bieg na 400 m przez płotki | —   | —   | 57.39 | 32. | NQ | NQ | NQ | NQ |    |    |

Mężczyźni
| Zawodnik   | Konkurencje   | Konkurencje                | Wyniki    | Punkty | Miejsce |
| ---------- | ------------- | -------------------------- | --------- | ------ | ------- |
| Jangy Addy | dziesięciobój | bieg 100 m                 | 10.89     | 885    | 12.     |
| Jangy Addy | dziesięciobój | skok w dal                 | 6,90 m    | 790    | 25.     |
| Jangy Addy | dziesięciobój | pchnięcie kulą             | 14,97 m   | 788    | 8.      |
| Jangy Addy | dziesięciobój | skok wzwyż                 | 1,93 m    | 740    | 24.     |
| Jangy Addy | dziesięciobój | bieg 400 m                 | 48.64     | 878    | 9.      |
| Jangy Addy | dziesięciobój | bieg na 110 m przez płotki | 14.23     | 945    | 8.      |
| Jangy Addy | dziesięciobój | rzut dyskiem               | 45,61 m   | 779    | 12.     |
| Jangy Addy | dziesięciobój | skok o tyczce              | 4,20 m    | 673    | 27.     |
| Jangy Addy | dziesięciobój | rzut oszczepem             | 50,36 m   | 594    | 24.     |
| Jangy Addy | dziesięciobój | bieg na 1500 m             | 5:08.14 s | 514    | 24.     |
| Jangy Addy | dziesięciobój | Finał                      | —         | 7586   | 23.     |